# Kociałkowa Górka
Kociałkowa Górka – osada w Polsce położona w województwie wielkopolskim, w powiecie poznańskim, w gminie Pobiedziska.
Miejscowość leży 4,5 km na północny wschód od Kostrzyna i 6 km na południowy wschód od Pobiedzisk – siedziby gminy i parafii.
Wieś jest położona wśród lasów. W jednym z nich, przy drodze od strony Pobiedzisk, znajduje się pierścieniowate grodzisko, zamieszkiwane między VI a VII w.

## Opis
Na łąkach na południowy zachód od drugiej sąsiadującej wsi, Nowej Górki, na szczycie wzgórza wznoszącego się przy krańcu rynny pobliskiego strumienia, znajduje się grodzisko wczesnohistoryczne. Wśród zarastającego je drzewostanu występują liczne okazy brzęków, a jesienią grzyby olbrzymie. W tym miejscu odnaleziono niegdyś narzędzia i naczynia z okresu kultury łużyckiej. Okoliczna ludność nazywa to miejsce "szwedzkim okopem". 
Tuż za Kociałkową Górką – od strony zachodniej – położone jest piaszczyste wzgórze zwane Winnicą, które w czasach prehistorycznych było prawdopodobnie cmentarzyskiem pogańskim. W lasach między Kociałkową Górką, Promnem i Pobiedziskami występują strome pagórki porosłe krzewami i dębiną, na których potajemnie oddawano cześć bogom słowiańskim, w obawie przed ukaraniem przez Mieszka I. 

## Historia
Najwcześniejsza wzmianka o miejscowości znajduje się w dokumencie poznańskiego biskupa Pawła z 1218, gdzie Górkę wymieniono obok Jagodna, Sannik, Rujscy, Glinki i innych wsi wchodzących w skład Opola kostrzyńskiego. Przywilej Pobiedzisk – prawdopodobnie z 1258 – wspomina o drodze kotłowskiej (w stronę Górki Kociałkowej). W 1277 książę Bolesław Pobożny i jego żona Jolanta wcielili wieś Górkę z Opola kostrzyńskiego do dóbr książęcych, w zamian za Krerowo z Opola gieckiego. Kolejna wzmianka o Kociałkowej Górce pochodzi z 1404. Wizytacja biskupa Jana Łaskiego z 1510 wspomina o dziesięcinach we wsi Górka na rzecz kościoła św. Michała w Pobiedziskach w powiecie gnieźnieńskim. 
W XVII wieku właścicielem tej miejscowości był Franciszek Pruszak Bieniewski, który osadzał tu chętnie chłopów w opuszczonych zagrodach kmiecych w zamian za przyjęcie poddaństwa.
Podczas reformy administracyjnej w 1833 Kociałkowa Górka wraz ze Starą i Nową Górką, weszły w skład wójtostwa kostrzyńskiego w powiecie średzkim.
W 1834 rok majątek ten nabył zasłużony społecznik i patriota, Tadeusz Radoński. Radoński należał do grona ośmiu młodych Radońskich (siedmiu braci i kuzyn), którzy brali udział w powstaniu listopadowym, a począwszy od 1837 r. zbierali się codziennie w dworze kociałkowo-góreckim dla wspomnień i podtrzymania powstańczego związku. W 1846 Tadeusz za udział w przygotowaniach powstańczych został uwięziony przez Prusaków w Berlinie. Uwolniony w 1848 wziął udział w Wiośnie Ludów. W latach 80. XIX w. wieś była własnością syna Tadeusza Seweryna Radońskiego. Od 1907 majątkiem zarządzał jego najstarszy syn Antoni, a po jego śmierci w 1937 roku jego syn również Antoni.
W latach 1975–1998 administracyjnie należała do województwa poznańskiego.

### Etymologia nazwy
Nazwa wsi związana jest z ukształtowaniem terenu, na którym powstała. Kociełkami nazywane były kotliny, łąki i niziny otoczone górami. 

## Ludność
W 1846 Kociałkowa Górka w obwodzie pobiedziskim liczyła 14 domów i 164 mieszkańców. Na początku XXI wieku osiągnęła 405 mieszkańców. Większość mieszkańców osady zajmuje się rolnictwem. 

## Religia
W 1883 w Kociałkowej Górce w 13 domach mieszkało 201 osób, z których wszyscy byli katolikami. 

## Edukacja
Na początku XX wieku w Kociałkowej Górce wybudowano szkołę. 

## Turystyka
Park w stylu angielskim w Kociałkowej Górce założony został w pierwszej połowie XIX wieku na powierzchni 3,95 ha. Występuje w nim wiele gatunków egzotycznych drzew, takich jak: cyprysik Lawsona, jałowiec chiński oraz liczne gatunki drzew krajowych. Obiekt ten znajduje się w otulinie parku. 